# العلاقات الأردنية المكسيكية
العلاقات الأردنية المكسيكية هي العلاقات الثنائية التي تجمع بين الأردن والمكسيك.

## مقارنة بين البلدين
هذه مقارنة عامة ومرجعية للدولتين:
| وجه المقارنة                                              | الأردن                   | المكسيك                                                                               |
| --------------------------------------------------------- | ------------------------ | ------------------------------------------------------------------------------------- |
| المساحة (كم2)                                             | 89.34 ألف                | 1.97 مليون                                                                            |
| عدد السكان (نسمة)                                         | 9.81 مليون               | 130.53 مليون                                                                          |
| الكثافة السكانية (ن./كم²)                                 | 109.81                   | 66.26                                                                                 |
| العاصمة                                                   | عمان                     | مدينة مكسيكو                                                                          |
| اللغة الرسمية                                             | اللغة العربية            | اللغة الإسبانية                                                                       |
| العملة                                                    | دينار أردني              | بيزو مكسيكي                                                                           |
| الناتج المحلي الإجمالي (بليون دولار)                      | 40.07 مليار              | 1.15 تريليون                                                                          |
| الناتج المحلي الإجمالي (تعادل القوة الشرائية) بليون دولار | 82.80 مليار              | 2.16 تريليون                                                                          |
| الناتج المحلي الإجمالي الاسمي للفرد دولار أمريكي          | 4.94 ألف                 | 9.01 ألف                                                                              |
| الناتج المحلي الإجمالي للفرد دولار أمريكي                 | 12.05 ألف                | 17.32 ألف                                                                             |
| مؤشر التنمية البشرية                                      | 0.748                    | 0.756                                                                                 |
| رمز المكالمات الدولي                                      | +962                     | +52                                                                                   |
| رمز الإنترنت                                              | .jo                      | .mx                                                                                   |
| المنطقة الزمنية                                           | ت ع م+02:00، ت ع م+03:00 | منطقة زمنية وسطى، المنطقة الزمنية الجبلية، زمن منطقة المحيط الهادئ، منطقة زمنية شرقية |

## منظمات دولية مشتركة
يشترك البلدان في عضوية مجموعة من المنظمات الدولية، منها:
| علم المنظمة | اسم المنظمة                        | تاريخ انضمام الأردن | تاريخ انضمام المكسيك |
| ----------- | ---------------------------------- | ------------------- | -------------------- |
|             | مؤسسة التنمية الدولية              | 4 أكتوبر 1960       | 24 أبريل 1961        |
|             | يونسكو                             | 14 يونيو 1950       | 4 نوفمبر 1946        |
|             | وكالة ضمان الاستثمار متعدد الأطراف | 12 أبريل 1988       | 1 يوليو 2009         |
|             | الأمم المتحدة                      | 14 ديسمبر 1955      | 7 نوفمبر 1945        |
|             | الاتحاد البريدي العالمي            | ?                   | ?                    |
|             | البنك الدولي للإنشاء والتعمير      | 29 أغسطس 1952       | 31 ديسمبر 1945       |
|             | الاتحاد الدولي للاتصالات           | 20 مايو 1947        | 1 يوليو 1908         |
|             | منظمة حظر الأسلحة الكيميائية       | ?                   | ?                    |
|             | مؤسسة التمويل الدولية              | 20 يوليو 1956       | 20 يوليو 1956        |
|             | منظمة التجارة العالمية             | ?                   | 1995                 |
|             | منظمة الشرطة الجنائية الدولية      | ?                   | ?                    |

## وصلات خارجية
- موقع وزارة الخارجية الأردنية
- موقع وزارة الخارجية المكسيكية